# 諾斯巴赫河
50°39′17.1″N 7°9′42.3″E / 50.654750°N 7.161750°E
諾斯巴赫河（德語：Noßbach），是德國的河流，位於該國西部，處於北萊茵-威斯特法倫州，流經萊茵-錫格縣的波恩，河道全長0.8公里，流域面積0.4平方公里。